# مقبرة 42
مقبرة 42 وتعرف عالميا باسم KV42، وتقع في الوادي الشرقي بوادي الملوك بمصر، والمقبرة شيدت من أجل الملكة حتشبسوت ميريت رع زوجة الفرعون تحوتمس الثالث سادس ملوك الأسرة الثامنة عشر ووالدة الفرعون أمنحتب الثاني سابع ملوك الأسرة الثامنة عشر، إلا أنها لم تدفن أبدا في هذه المقبرة ويرجح دفنها في مقبرة ولدها (مقبرة 35)، والملكة حتشبسوت ميريت رع لا تمت بصلة للملكة حتشبسوت خامس فراعنة الأسرة الثامنة عشر.
وتشير بعض الدراسات أن المقبرة قد استخدمت من قبل سنفر عمدة طيبة خلال عهد أمنحتب الثاني والذي دفن بها هو وزوجته سنتناي الممرضة الملكية بالبلاط الفرعوني.

## وصلات خارجية
- مشروع تخطيط طيبة: مقبرة 42 - يضم وصفا وصورا وخرائط للمقبرة.